# Чемпионат мира по самбо 2017
Чемпионат мира по самбо 2017 года прошли в Сочи 9-13 ноября во дворце спорта «Айсберг». В соревнованиях приняли участие более 500 спортсменов из 90 стран мира.

## Медалисты

### Мужчины
| Весовая категория | Золото                         | Серебро                              | Бронза                                                    |
| ----------------- | ------------------------------ | ------------------------------------ | --------------------------------------------------------- |
| до 52 кг          | Тигран Киракосян · Армения     | Чимэддоржийн Марал-Эрдэнэ · Монголия | Валерий Сороноков · Россия Беймбет Канжанов · Казахстан   |
| до 57 кг          | Саян Хертек · Россия           | Акмалиддин Каримов · Таджикистан     | Максим Манукян · Армения Фуад Маммадов · Азербайджан      |
| до 62 кг          | Есет Куанов · Казахстан        | Аслан Мудранов · Россия              | Торник Човелидзе · Грузия Ваэ Тутхалян · Беларусь         |
| до 68 кг          | Владимир Балыков · Россия      | Ласло Сёке · Румыния                 | Александр Кокша · Беларусь Мартин Иванов · Болгария       |
| до 74 кг          | Бехруз Ходжазода · Таджикистан | Степан Попов · Беларусь              | Илья Лебедев · Россия Леван Нахуцришвили · Грузия         |
| до 82 кг          | Сергей Кирюхин · Россия        | Алексиос Нтанацидис · Греция         | Зафар Олимшоев · Таджикистан Тимофей Емельянов · Беларусь |
| до 90 кг          | Сергей Рябов · Россия          | Немат Ёкубов · Узбекистан            | Хельге Мольт · Германия Алибек Зекенов · Казахстан        |
| до 100 кг         | Альсим Черноскулов · Россия    | Давид Лориашвили · Грузия            | Арсен Ханджян · Армения Виктор Решко · Латвия             |
| свыше 100 кг      | Артём Осипенко · Россия        | Набимухаммад Хоркашов · Таджикистан  | Станислав Бондаренко · Украина Клод Коумен · Коморы       |

#### Командный зачёт
1. Россия (6 золотых + 1 серебряная + 2 бронзовых = 9);
2. Таджикистан (1 золотая + 2 серебряных + 1 бронзовая = 4);
3. Армения,  Казахстан (1 золотая + 2 бронзовых = 3);

### Женщины
| Весовая категория | Золото                                | Серебро                         | Бронза                                                  |
| ----------------- | ------------------------------------- | ------------------------------- | ------------------------------------------------------- |
| до 48 кг          | Мария Молчанова · Россия              | Анастасия Новикова · Украина    | Лейла Аббасова · Беларусь Милен Войчак · Франция        |
| до 52 кг          | Гульбадам Бабамуратова · Туркменистан | Юлия Вицина · Россия            | Марина Жарская · Беларусь Гульнар Ерболаева · Казахстан |
| до 56 кг          | Татьяна Казенюк · Россия              | Калина Стефанова · Болгария     | Аида Карчаева · Казахстан Джована Рогик · Сербия        |
| до 60 кг          | Анастасия Шевченко · Украина          | Екатерина Прокопенко · Беларусь | Ольга Митина · Россия Даниэла Поронеану · Румыния       |
| до 64 кг          | Татьяна Мацко · Беларусь              | Алиса Перин · Италия            | Екатерина Оноприенко · Россия Анна Овчаренко · Эстония  |
| до 68 кг          | Марина Мохнаткина · Россия            | Анджела Жилинская · Беларусь    | Ивана Яндрич · Сербия Екатерина Москалёва · Украина     |
| до 72 кг          | Татьяна Зенченко · Россия             | Волха Намазова · Беларусь       | Нино Одзелашвили · Грузия Малена Диас · Куба            |
| до 80 кг          | Светлана Тимошенко · Беларусь         | Нивес Мирта · Куба              | Мария Оряшкова · Болгария Кэти Брайант · Канада         |
| свыше 80 кг       | Анжела Гаспарян · Россия              | Элен Кебадзе · Грузия           | Кантал Фуку · Коморы Галина Тарасова · Украина          |

#### Командный зачёт
1. Россия (5 золотых + 1 серебряная + 2 бронзовых = 8);
2. Беларусь (2 золотых + 3 серебряных + 2 бронзовых = 7);
3. Украина (1 золотая + 1 серебряная + 2 бронзовых = 4);

### Боевое самбо
| Весовая категория | Золото                         | Серебро                            | Бронза                                                           |
| ----------------- | ------------------------------ | ---------------------------------- | ---------------------------------------------------------------- |
| до 52 кг          | Григор Мхитарян · Армения      | Мухаметали Эргешев · Кыргызстан    | Болатбек Раимкулов · Казахстан Толмас Туклиев · Узбекистан       |
| до 57 кг          | Мухтар Гамзаев · Россия        | Андрей Кучеренко · Украина         | Аманат Алтынбек Уулу · Кыргызстан Гантумур Баяндуурен · Монголия |
| до 62 кг          | Рустам Талдиев · Россия        | Орозбек Абтандил Уулу · Кыргызстан | Сорбон Латифов · Таджикистан Амандык Ассауулы · Казахстан        |
| до 68 кг          | Даниил Воеводин · Россия       | Вачик Варданян · Армения           | Нургельди Кийальбеков · Казахстан Антуан Лефевр · Франция        |
| до 74 кг          | Бекназар Раимку · Кыргызстан   | Байзет Хатхоху · Россия            | Владислав Руднев · Украина Истам Кудратов · Узбекистан           |
| до 82 кг          | Ко Сео Хеон · Республика Корея | Евгений Алексеевич · Беларусь      | Темирлан Ихсангалиев · Казахстан Максим Рындовский · Украина     |
| до 90 кг          | Вячеслав Василевский · Россия  | Луи Лорен · Франция                | Лукас Луресек · Чехия Марина Димитров · Болгария                 |
| до 100 кг         | Вадим Немков · Россия          | Теодорас Аукштуолис · Литва        | Райхан Мади · Казахстан Игорь Потеря · Украина                   |
| свыше 100 кг      | Денис Гольцов · Россия         | Ли Сангсу · Республика Корея       | Улан Абдимамат · Кыргызстан Хакимджон Исмоилов · Узбекистан      |

#### Командный зачёт
1. Россия (6 золотых + 1 серебряная = 7);
2. Кыргызстан (1 золотая + 2 серебряных + 2 бронзовых = 5);
3. Республика Корея,  Армения (1 золотая + 1 серебряная = 2);